# Regifugium
Das Regifugium (lateinisch wörtlich „Königsflucht“; auch Fugalia) war ein Fest im alten Rom, das am 24. Februarius stattfand.
Zum Ursprung dieses Festes gab es bereits in der Antike verschiedene Meinungen. Nach Varro und Ovid sollte der Vertreibung Lucius Tarquinius Superbus, des siebten und letzten römischen Königs, traditionell datiert auf das Jahr 510/509 v. Chr., gedacht werden. Der älteste überlieferte Text darüber ist in den Fasten Ovids enthalten; er beginnt so:
Nunc mihi dicenda est regis fuga. traxit ab illa
     sextus ab extremo nomina mense dies.
ultima Tarquinius Romanae gentis habebat
     regna, vir iniustus, fortis ad arma tamen.
(„Jetzt muss ich berichten von der Flucht des Königs, sechs Tage vor dem Ende des Monats. Der letzte Tarquinier war römischer Nation, ein ungerechter Mann, aber dennoch im Krieg erfolgreich.“)
Der griechische Universalgelehrte Plutarch stimmte mit dieser Ansicht nicht überein. Er war der Meinung, dass es nach Abschaffung des Königtums dem Rex sacrorum, dem sakralen Nachfolger des Königs, zukam, obwohl dieser keinerlei politische und militärische Funktionen innehatte, an diesem Fest auf dem Komitium ein öffentliches Dankopfer darzubringen und danach so schnell wie möglich vom Forum zu fliehen. Die „Flucht des Königs“ sei demnach das Verschwinden des Rex sacrorum. Der wahre Hintergrund hinter dem Ritual ist allerdings nicht gänzlich gesichert. Dennoch ist die Interpretation als eine Art „Gründungstag“ der Republik, an dem man mit dem Opfer und der Flucht des Rex sacrorum an die Vertreibung des letzten Königs erinnert, am wahrscheinlichsten.